# Литофон
Литофон (от гръцки lithos (камък) и phone (звук) е музикален перкусионен инструмент от групата на пластинковите инструменти.
Литофон е събирателно понятие за различни примитивни инструменти, представляващи система от настроени висящи или лежащи каменни плочи с различна големина. Срещат си най-често при народите извън Европа, особено в Азия, Африка и Южна Америка.
Литофонът може да бъде изработен и с трапецовидна форма и пластини, които са направени от камък. За разлика от другите пластинкови инструменти, където пластините са водоравно разположени, при литофона обикновено са вертикално в хроматичен ред.
Диапазонът на инструмента е 1 октава.